# Rathaus (Wettingen)
Das Rathaus Wettingen ist der Sitz des Gemeinderats und der Verwaltung der Gemeinde Wettingen, der zweitgrössten Gemeinde im Kanton Aargau in der Schweiz. Im Erdgeschoss befindet sich das Gemeindebüro, das die Schnittstelle zur Bevölkerung bildet und im fünften Stock der Ratssaal, in dem der Einwohnerrat tagt.

## Geschichte
In den 1950er-Jahren war die Verwaltung der stark wachsenden Gemeinde auf drei dezentrale Standorte verteilt. In der Aufbruchsstimmung der Nachkriegsjahre reifte der Wunsch, ein zentrales repräsentatives Verwaltungsgebäude zu bauen. Als Standort wurde das grösstenteils noch unüberbaute Wettinger Feld gewählt, das sich zwischen den drei Siedlungsschwerpunkten Dorf, Bahnhof und Langenstein/Altenburg (als Vorort von Baden) befand und von den Landwirten für den Getreideanbau genutzt wurde. Die Stimmbürger von Wettingen stimmten im Sommer 1957 dem Baukredit über 2,72 Mio. Franken zu, der Bau konnte aber erst 1958 beginnen, weil die Banken mit der Kreditvergabe zögerten. Der Spatenstich fand im Februar 1958 statt, der Bezug des Gebäudes im April 1959, die offizielle Einweihung im August des gleichen Jahres. In den 2010er-Jahren wurde im Erdgeschoss ein Gemeindebüro eingebaut, in dem alle Dienstleistungen für die Einwohner konzentriert wurden.

## Architektur
Das Rathaus ist an der Kreuzung Zentralstrasse/Alberich Zwyssigstrasse gelegen und hat die Adresse Alberich Zwyssigstrasse 76. Es ist zusammen mit dem Ratshausplatz Teil eines Gesamtkonzepts, das auch die Bezirksschule und eine Turnhalle umfasst. Der siebenstöckige Stahlbeton-Skelettbau ist mit einer Fassadenverkleidung aus Muschelkalkstein versehen, der in Würenlos gebrochen wurde. Die Stockwerke sind über eine grosszügige Wendeltreppe erschlossen.